# Hoa hậu Thế giới 1963

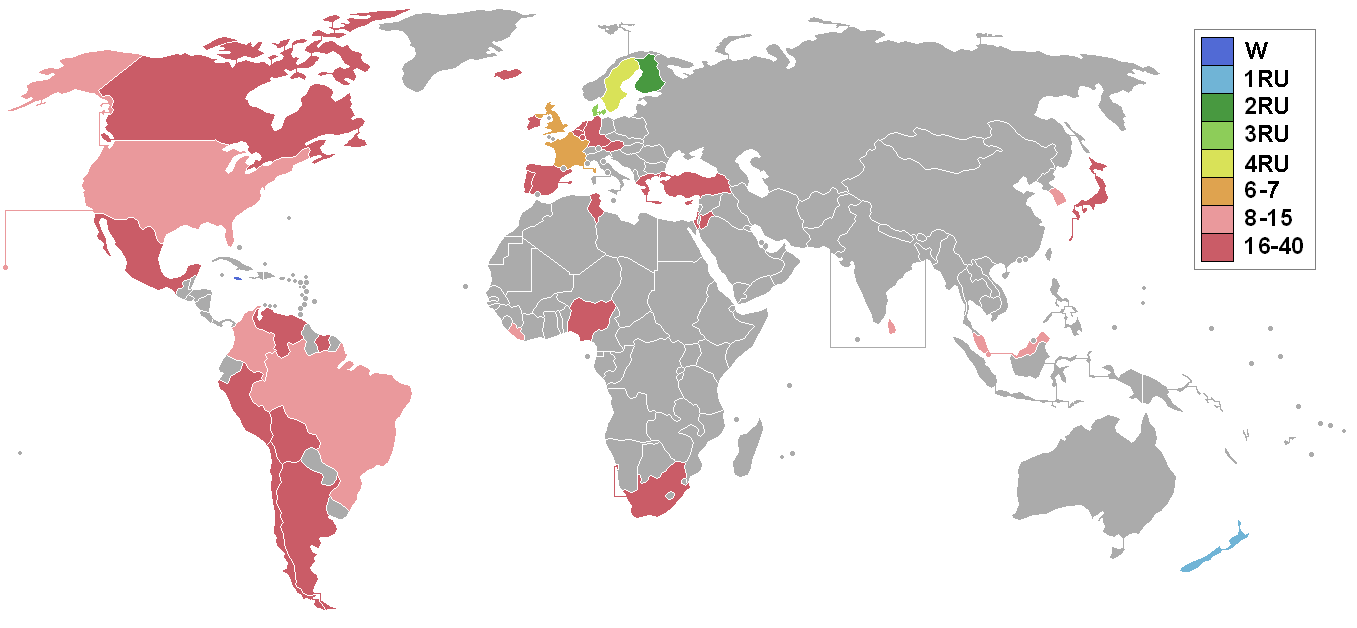
Các quốc gia và vùng lãnh thổ tham dự cuộc thi và kết quả

Hoa hậu Thế giới 1963, là cuộc thi Hoa hậu Thế giới lần thứ 13, người chiến thắng là Carole Crawford đại diện cho Jamaica. Cuộc thi được tổ chức vào ngày 07 tháng 11 năm 1963 tại nhà hát Lyceum, Luân Đôn, Vương quốc Anh.

## Kết quả cuộc thi

### Các danh hiệu cao nhất
| Kết quả               | Thí sinh |
| --------------------- | --- |
| Hoa hậu Thế giới 1963 | - Jamaica – Carole Crawford |
| Á hậu 1               | - New Zealand – Elaine Miscall |
| Á hậu 2               | - Phần Lan – Marja-Liisa Ståhlberg |
| Á hậu 3               | - Đan Mạch – Aino Korwa |
| Á hậu 4               | - Thụy Điển – Grete Qviberg |
| Top 7                 | - Pháp – Muguette Fabris - Vương quốc Anh – Diana Westbury |
| Top 14                | - Brazil – Vera Lúcia Ferreira Maia - Ceylon – Jennifer Anne Fonseka - Colombia – María Eugenia Cucalón Venegas - Hàn Quốc – Choi Keum-shil - Liberia – Ethel Zoe Norman - Malaysia – Catherine Loh - Hoa Kỳ – Michele Metrinko |

## Các thí sinh
- Argentina - Diana Sarti
- Áo - Sonja Russ
- Bỉ - Irène Godin
- Bolivia - Rosario Lopera
- Brazil - Vera Lúcia Ferreira Maia
- Canada - Jane Kmita
- Ceylon - Jennifer Ann Fonseka
- Chile - Maria del Pilar Aguirre
- Colombia - Maria Eugenia Cucalón Venegas
- Síp - Maro Zorna
- Đan Mạch - Aino Korwa
- Phần Lan - Marja-Liisa Ståhlberg
- Pháp - Muguette Fabris
- Đức - Susie Gruner
- Hy Lạp - Athanasia (Soula) Idromenou
- Hà Lan - Hanny Ijsbrandts
- Iceland - Maria Ragnarsdóttir
- Ireland - Joan Power
- Israel - Sara Talmi
- Jamaica - Carole Joan Crawford
- Nhật Bản - Miyako Harada
- Jordan - Despo Drakolakis
- Hàn Quốc - Choi Keum-shil
- Liberia - Ethel Zoe Norman
- Luxembourg - Catherine Paulus
- Malaysia - Catherine Loh
- México - Beatriz Martínez Solórzano
- New Zealand - Elaine Miscall
- Nigeria - Gina Onyejiaka
- Peru - Lucia Buonnani
- Bồ Đào Nha - Maria Penedo
- Nam Phi - Louise Crous
- Tây Ban Nha - Encarnación Zalabardo
- Suriname - Virginia Blanche Hardjo
- Thụy Điển - Grete Qviberg
- Tunisia - Claudine Younes
- Thổ Nhĩ Kỳ - Gulseren Kocaman
- Vương quốc Anh - Diana Westbury
- Hoa Kỳ - Michelle Bettina Metrinko
- Venezuela - Milagros Galindez